# Miss Brasil
Miss Brasil es un concurso de belleza nacional en Brasil. Se lleva a cabo desde 1954 para seleccionar a la representante brasileña que representará al país en el certamen de Miss Universo. La actual Miss Brasil es Maria Brechane de Río Grande del Sur.

## Historia

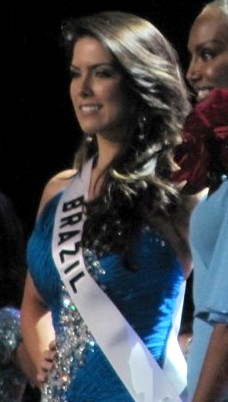
Miss Brasil 2010 Débora Lyra, durante el certamen de Miss Universo 2010.

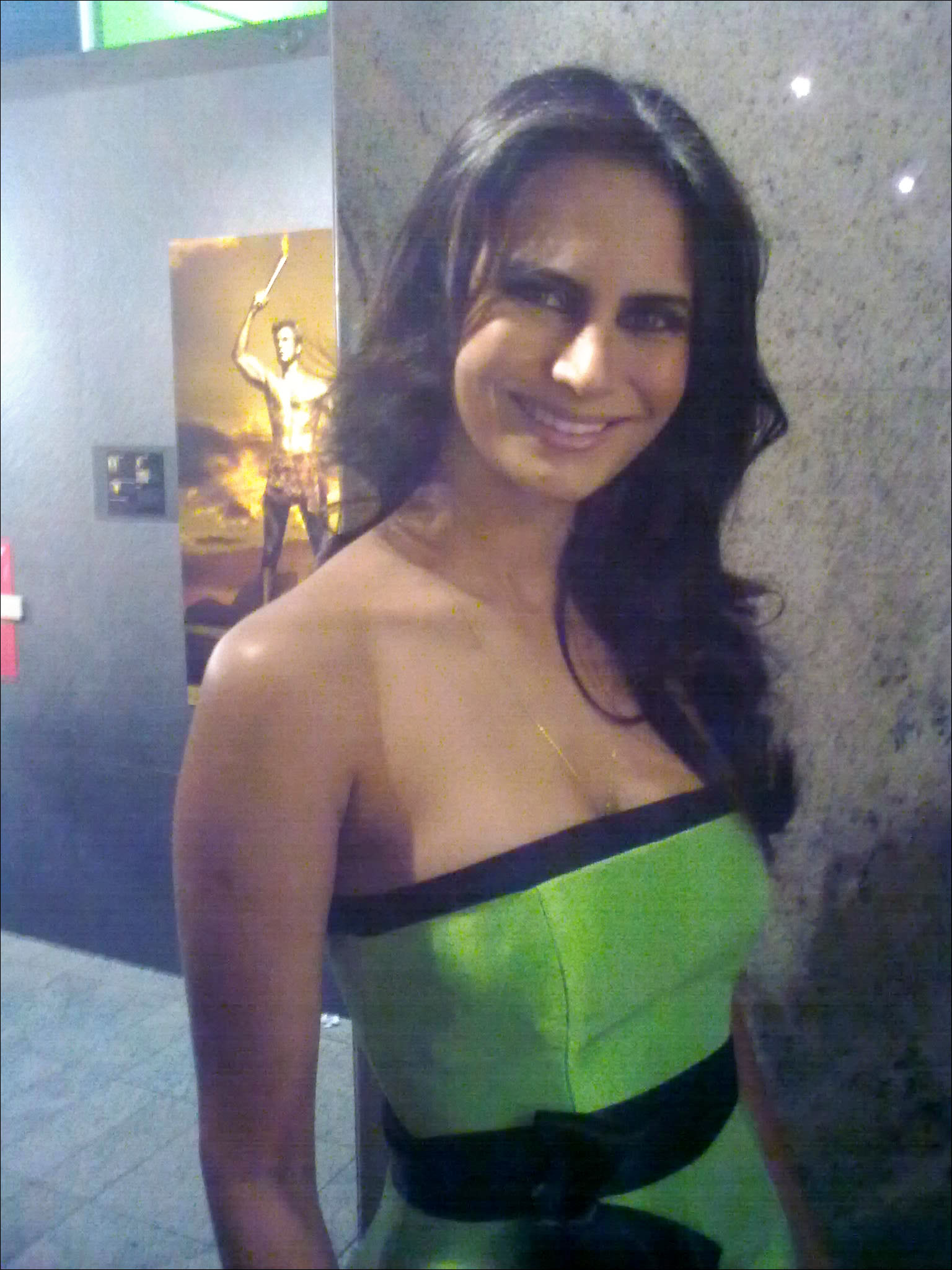
Miss Brasil 2009 Larissa Costa

La competencia para ganar la corona de Miss Brasil tuvo sus comienzos desde 1920. En 1929 ocurrió una controversia con la Miss Brasil de dicho año la cual compitió en el certamen Concurso Internacional de Belleza, conocido para esa época como Miss Universo la cual falló en llegar al grupo de semi finalistas y ganar.
Molestos porque su candidata no ganó, los brasileños decidieron en 1930 hacer su propio concurso Internacional, enviando dos candidatas separadas a ambos Miss Universos dicho año. Estos certámenes no están relacionados con el certamen moderno de Miss Universo competencia creada en 1952. En el Miss Universo creado en Brasil, Miss Brasil ganó el título mientras que en el otro certamen Miss estados Unidos lo ganó, ambas competencias, como muchas otras en el mundo, fueron descontinuadas por la Gran Depresión y la Segunda Guerra Mundial.
El certamen moderno de Miss Brasil fue creado en 1954 en la ciudad de Petrópolis, Río de Janeiro. Su primera edición fue ganada por la representante de Bahía, Martha Rocha.
- Río Grande do Sul - lidera el número de coronas con 14 en total.
- Minas Gerais - 9 coronas.
- Sao Paulo - 8 coronas.
- Guanabara - 6 coronas.
- Santa Catarina - 5 coronas.
- Paraná - 4 coronas.
- Mato Grosso, Ceará y Bahía - 3 cada uno.
- Río de Janeiro, Amazonas y Río Grande do Norte - 2 coronas cada uno.
- Pará, Piauí, Mato Grosso do Sul, Distrito Federal (Brasil), Espírito Santo y Tocantins - 1 corona cada uno.

## Ganadoras
| Año  | Estado              | Miss Brasil                                            | Local del evento                             |
| 1954 | Bahía               | Maria Martha Hacker Rocha                              | Palácio Quitandinha, Río de Janeiro          |
| 1955 | Ceará               | Emília Barreto Correia Lima                            | Hotel Quitandinha, Río de Janeiro            |
| 1956 | Rio Grande do Sul   | Maria José Cardoso                                     | Hotel Quitandinha, Río de Janeiro            |
| 1957 | Amazonas            | Terezinha Gonçalves Morango                            | Hotel Quitandinha, Río de Janeiro            |
| 1958 | Distrito Federal    | Adalgisa Colombo Teruzkin†                             | Ginásio Maracanãzinho, Río de Janeiro        |
| 1959 | Distrito Federal    | Vera Regina Ribeiro Secco                              | Ginásio Maracanãzinho, Río de Janeiro        |
| 1960 | Guanabara           | Jean «Gina» MacPherson                                 | Ginásio Maracanãzinho, Río de Janeiro        |
| 1961 | Minas Gerais        | Staël Maria da Rocha Abelha                            | Ginásio Maracanãzinho, Río de Janeiro        |
| 1962 | Bahia               | Maria Olívia Rebouças Cavalcanti                       | Ginásio Maracanãzinho, Río de Janeiro        |
| 1963 | Rio Grande do Sul   | Iêda Maria Vargas                                      | Ginásio Maracanãzinho, Río de Janeiro        |
| 1964 | Paraná              | Ângela Teresa Pereira Reis Neto Vasconcelos            | Ginásio Maracanãzinho, Río de Janeiro        |
| 1965 | Guanabara           | Maria Raquel Helena de Andrade                         | Ginásio Maracanãzinho, Río de Janeiro        |
| 1966 | Guanabara           | Ana Cristina Ridzi †                                   | Ginásio Maracanãzinho, Río de Janeiro        |
| 1967 | São Paulo           | Carmen Sílvia de Barros Ramasco                        | Ginásio Maracanãzinho, Río de Janeiro        |
| 1968 | Bahia               | Martha Maria Cordeiro Vasconcellos                     | Ginásio Maracanãzinho, Río de Janeiro        |
| 1969 | Santa Catarina      | Vera Lúcia Fischer                                     | Ginásio Maracanãzinho, Río de Janeiro        |
| 1970 | Guanabara           | Eliane Fialho Thompson                                 | Pavilhão de São Cristóvão, Río de Janeiro    |
| 1971 | Minas Gerais        | Eliane Parreira Guimarães                              | Ginásio Maracanãzinho, Río de Janeiro        |
| 1972 | Rio Grande do Sul   | Rejane Vieira Costa†                                   | Ginásio Maracanãzinho, Río de Janeiro        |
| 1973 | São Paulo           | Sandra Mara Ferreira                                   | Ginásio Presidente Médici, Brasilia          |
| 1974 | São Paulo           | Sandra Guimarães de Oliveira                           | Ginásio Presidente Médici, Brasilia          |
| 1975 | Santa Catarina      | Ingrid Budag                                           | Ginásio Presidente Médici, Brasilia          |
| 1976 | São Paulo           | Kátia Celestino Moretto†                               | Ginásio Presidente Médici, Brasilia          |
| 1977 | São Paulo           | Cássia Janys Morais Silveira                           | Ginásio Presidente Médici, Brasilia          |
| 1978 | Minas Gerais        | Suzana Araújo dos Santos                               | Ginásio Presidente Médici, Brasilia          |
| 1979 | Rio Grande do Norte | Marta Jussara da Costa                                 | Ginásio Presidente Médici, Brasilia          |
| 1980 | Río de Janeiro      | Eveline Didier Schroeter                               | Ginásio Presidente Médici, Brasilia          |
| 1981 | Río de Janeiro      | Adriana Alves de Oliveira                              | Palácio das Convenções do Anhembi, São Paulo |
| 1982 | Pará                | Celice Pinto Marques da Silva                          | Palácio das Convenções do Anhembi, São Paulo |
| 1983 | Minas Gerais        | Marisa Fully Coelho †                                  | Palácio das Convenções do Anhembi, São Paulo |
| 1984 | São Paulo           | Ana Elisa Flores da Cruz                               | Palácio das Convenções do Anhembi, São Paulo |
| 1985 | Mato Grosso         | Márcia Giagio «Márcia Gabrielle» Canavezes de Oliveira | Palácio das Convenções do Anhembi, São Paulo |
| 1986 | Rio Grande do Sul   | Deise Nunes Ferst                                      | Palácio das Convenções do Anhembi, São Paulo |
| 1987 | Distrito Federal    | Jacqueline Ribeiro Meirelles                           | Palácio das Convenções do Anhembi, São Paulo |
| 1988 | Santa Catarina      | Isabel Cristina Beduschi                               | Teatro Silvio Santos, São Paulo              |
| 1989 | Ceará               | Flávia Cavalcante Rebêlo                               | Teatro Silvio Santos, São Paulo              |
| 1990 | No se llevó a cabo  | No se llevó a cabo                                     | No se llevó a cabo                           |
| 1991 | São Paulo           | Patrícia Maria Franco de Godói                         | The Most of the Brazilian Beauty, São Paulo  |
| 1992 | Paraná              | Maria Carolina Portella Otto                           | Olympia Hall, São Paulo                      |
| 1993 | Rio Grande do Sul   | Leila Cristine Schuster                                | Restaurante Leopolldo, São Paulo             |
| 1994 | São Paulo           | Valéria Melo Péris                                     | Boate Ribalta, Río de Janeiro                |
| 1995 | Minas Gerais        | Renata Aparecida Bessa Soares                          | Boate Ribalta, Río de Janeiro                |
| 1996 | Paraná              | Maria Joana Parizotto                                  | Metropolitan Hall, Río de Janeiro            |
| 1997 | Minas Gerais        | Nayla Fernanda Affonso Micherif                        | Pavilhão de Eventos, Piauí                   |
| 1998 | Mato Grosso do Sul  | Michela Dauzacker Marchi                               | Palace Hall, São Paulo                       |
| 1999 | Rio Grande do Sul   | Renata Bonfiglio Fan                                   | Copacabana Palace, Río de Janeiro            |
| 2000 | Mato Grosso         | Josiane Oderdengen Kruliskoski                         | Copacabana Palace, Río de Janeiro            |
| 2001 | Rio Grande do Sul   | Juliana Dornelles Borges                               | Hotel Glória, Río de Janeiro                 |
| 2002 | Rio Grande do Sul   | Joseane Oliveira (Destronada)                          | Boate Ribalta, Río de Janeiro                |
| 2002 | Santa Catarina      | Taísa Thömsen Severina (Asumió)                        | Boate Ribalta, Río de Janeiro                |
| 2003 | Tocantins           | Gislaine Rodrigues Ferreira                            | Via Funchal, São Paulo                       |
| 2004 | Rio Grande do Sul   | Fabiane Tesche Niclotti                                | Credicard Hall, São Paulo                    |
| 2005 | Santa Catarina      | Carina Schlichting Beduschi                            | Copacabana Palace, Río de Janeiro            |
| 2006 | Rio Grande do Sul   | Rafaela Koehler Zanella                                | Claro Hall, Río de Janeiro                   |
| 2007 | Minas Gerais        | Natália Aparecida Guimarães                            | Vivo Rio, Río de Janeiro                     |
| 2008 | Rio Grande do Sul   | Natálya Anderle                                        | Citibank Hall, São Paulo                     |
| 2009 | Rio Grande do Norte | Larissa Costa Silva de Oliveira                        | Memorial da América Latina, São Paulo        |
| 2010 | Minas Gerais        | Débora Moura Lyra                                      | Memorial da América Latina, São Paulo        |
| 2011 | Rio Grande do Sul   | Priscila Machado                                       | HSBC Brasil, São Paulo                       |
| 2012 | Rio Grande do Sul   | Gabriela Markus                                        | Centro de Eventos do Ceará, Fortaleza        |
| 2013 | Mato Grosso         | Jakelyne de Oliveira Silva                             | Minascentro, Belo Horizonte                  |
| 2014 | Ceará               | Melissa Holanda Gurgel                                 | Centro de Eventos do Ceará, Fortaleza        |
| 2015 | Rio Grande do Sul   | Marthina Brandt                                        | Citibank Hall, São Paulo                     |
| 2016 | Paraná              | Raíssa Oliveira Santana                                | Citibank Hall, São Paulo                     |
| 2017 | Piauí               | Monalysa Maria Alcântara Nascimento                    | Teatro Vermelhos, Ilhabela                   |
| 2018 | Amazonas            | Mayra Benita Alves Dias                                | Riocentro Convention Center, Río de Janeiro  |
| 2019 | Minas Gerais        | Júlia do Vale Horta                                    | São Paulo Expo, São Paulo                    |
| 2020 | Rio Grande do Sul   | Julia Weissheimer Werlang Gama                         | São Paulo Expo, São Paulo                    |
| 2021 | Ceará               | Teresa Santos                                          | São Paulo, São Paulo                         |
| 2022 | Espírito Santo      | Maria «Mia» Eugênia Mamede                             | Villa Verico, São Paulo                      |
| 2023 | Rio Grande do Sul   | Maria Brechane                                         | São Paulo, São Paulo                         |

### Conquistas por Estado
| Estado              | Títulos | Victorias                                                                                |
| Rio Grande do Sul   | 15      | 1956, 1963, 1972, 1986, 1993, 1999, 2001, 2004, 2006, 2008, 2011, 2012, 2015, 2020, 2023 |
| Minas Gerais        | 9       | 1961, 1971, 1978, 1983, 1995, 1997, 2007, 2010, 2019                                     |
| São Paulo           | 8       | 1967, 1973, 1974, 1976, 1977, 1984, 1991, 1994                                           |
| Río de Janeiro      | 8       | 1958, 1959, 1960, 1965, 1966, 1970, 1980, 1981                                           |
| Santa Catarina      | 5       | 1969, 1975, 1988, 2002, 2005                                                             |
| Paraná              | 4       | 1964, 1992, 1996, 2016                                                                   |
| Ceará               | 4       | 1955, 1989, 2014, 2021                                                                   |
| Bahia               | 3       | 1954, 1962, 1968                                                                         |
| Mato Grosso         | 3       | 1985, 2000, 2013                                                                         |
| Amazonas            | 2       | 1957 , 2018                                                                              |
| Rio Grande do Norte | 2       | 1979, 2009                                                                               |
| Espírito Santo      | 1       | 2022                                                                                     |
| Piauí               | 1       | 2017                                                                                     |
| Tocantins           | 1       | 2003                                                                                     |
| Mato Grosso do Sul  | 1       | 1998                                                                                     |
| Distrito Federal    | 1       | 1987                                                                                     |
| Pará                | 1       | 1982                                                                                     |

## Representación Internacional de Miss Brasil

### Miss Universo
La siguiente lista muestra las ganadoras de Miss Brasil a través de los años
| Año  | Miss Brasil                            | Estado              | Lugar en Miss Universo         | Premio Especial                 |
| 2023 | Maria Brechane                         | Rio Grande do Sul   | No clasificó                   |                                 |
| 2022 | Mia Mamede                             | Espírito Santo      | No clasificó                   |                                 |
| 2021 | Teresa Santos                          | Ceara               | No clasificó                   |                                 |
| 2020 | Júlia Weissheimer Werlang Gama         | Rio Grande do Sul   | 2.º lugar (Primera finalista)  |                                 |
| 2019 | Júlia do Vale Horta                    | Minas Gerais        | Cuartofinalista (Top 20)       |                                 |
| 2018 | Mayra Benita Alves Dias                | Amazonas            | Cuartofinalista (Top 20)       |                                 |
| 2017 | Monalysa Maria Alcântara Nascimento    | Piauí               | Semifinalista (Top 10)         |                                 |
| 2016 | Raissa Oliveira Santana                | Paraná              | Semifinalista (Top 13)         |                                 |
| 2015 | Marthina Brandt                        | Rio Grande do Sul   | Semifinalista (Top 15)         |                                 |
| 2014 | Melissa Holanda Gurgel                 | Ceará               | Semifinalista (Top 15)         |                                 |
| 2013 | Jakelyne de Oliveira Silva             | Mato Grosso         | 5.º lugar (Cuarta finalista)   |                                 |
| 2012 | Gabriela Markus                        | Rio Grande do Sul   | 5.º lugar (Cuarta finalista)   |                                 |
| 2011 | Priscila Machado                       | Rio Grande do Sul   | 3.ᵉʳ lugar (Segunda finalista) |                                 |
| 2010 | Débora Moura Lyra                      | Minas Gerais        | No clasificó                   |                                 |
| 2009 | Larissa Costa Silva de Oliveira        | Rio Grande do Norte | No clasificó                   |                                 |
| 2008 | Natália Anderle                        | Rio Grande do Sul   | No clasificó                   |                                 |
| 2007 | Natália Aparecida Guimarães            | Minas Gerais        | 2.º lugar (Primera finalista)  |                                 |
| 2006 | Rafaela Köhler Zanella                 | Rio Grande do Sul   | Cuartofinalista (Top 20)       |                                 |
| 2005 | Carina Schlichting Beduschi            | Santa Catarina      | No clasificó                   |                                 |
| 2004 | Fabiane Niclotti†                      | Rio Grande do Sul   | No clasificó                   |                                 |
| 2003 | Gislaine Rodrigues Ferreira            | Tocantins           | Finalista (Top 10)             |                                 |
| 2002 | Taíza Thomsen Severina                 | Santa Catarina      | No clasificó                   |                                 |
| 2002 | Joseane Guntzell Oliveira (Destituida) | Rio Grande do Sul   | No clasificó                   |                                 |
| 2001 | Juliana Dornelles Borges               | Rio Grande do Sul   | No clasificó                   |                                 |
| 2000 | Josiane Kruliskoski Oderdengen         | Mato Grosso         | No clasificó                   |                                 |
| 1999 | Renata Bomfiglio Fan                   | Rio Grande do Sul   | No clasificó                   |                                 |
| 1998 | Michela Dauzacker Marchi               | Mato Grosso do Sul  | Finalista (Top 10)             |                                 |
| 1997 | Nayla Fernanda Affonso Micherif        | Minas Gerais        | No clasificó                   |                                 |
| 1996 | Maria Joana Parizotto                  | Paraná              | No clasificó                   |                                 |
| 1995 | Renata Aparecida Bessa Soares          | Minas Gerais        | No clasificó                   | Traje Típico(primera finalista) |
| 1994 | Valéria Melo Péris                     | São Paulo           | No clasificó                   |                                 |
| 1993 | Leila Cristine Schuster                | Rio Grande do Sul   | Finalista (Top 10)             |                                 |
| 1992 | Maria Carolina Portella Otto           | Paraná              | No clasificó                   |                                 |
| 1991 | Patrícia Maria Franco de Godói         | São Paulo           | No clasificó                   |                                 |
| 1989 | Flávia Cavalcanti Rebêlo               | Ceará               | No clasificó                   | Mejor Traje Típico              |
| 1988 | Isabel Cristina Beduschi               | Santa Catarina      | No clasificó                   |                                 |
| 1987 | Jacqueline Ribeiro Meirelles           | Distrito Federal    | No clasificó                   | Mejor Traje Típico              |
| 1986 | Deise Nunes de Souza                   | Rio Grande do Sul   | Finalista (Top 10)             |                                 |
| 1985 | Márcia Giagio Canavezes de Oliveira    | Mato Grosso         | Finalista (Top 10)             |                                 |
| 1984 | Ana Elisa Flores                       | São Paulo           | No clasificó                   |                                 |
| 1983 | Marisa Fully Coelho†                   | Minas Gerais        | No clasificó                   |                                 |
| 1982 | Celice Pinto Marques da Silva          | Pará                | Semifinalista (Top 12)         |                                 |
| 1981 | Adriana Alves de Oliveira              | Río de Janeiro      | 4.º lugar (Tercera finalista)  | Mejor Traje Típico              |
| 1980 | Eveline Didier Schroeter               | Río de Janeiro      | No clasificó                   |                                 |
| 1979 | Marta Jussara da Costa                 | Rio Grande do Norte | 4.º lugar (Tercera finalista)  |                                 |
| 1978 | Suzana Araújo dos Santos               | Minas Gerais        | No clasificó                   |                                 |
| 1977 | Cássia Janys Morais Silveira           | São Paulo           | No clasificó                   |                                 |
| 1976 | Kátia Celestino Moretto                | São Paulo           | No clasificó                   |                                 |
| 1975 | Ingrid Budag                           | Santa Catarina      | Semifinalista (Top 15)         |                                 |
| 1974 | Sandra Guimarães de Oliveira           | São Paulo           | No clasificó                   |                                 |
| 1973 | Sandra Mara Ferreira                   | São Paulo           | Semifinalista (Top 15)         |                                 |
| 1972 | Rejane Vieira Costa                    | Rio Grande do Sul   | 2.º lugar (Primera finalista)  |                                 |
| 1971 | Eliane Parreira Guimarães              | Minas Gerais        | 5.º lugar (Cuarta finalista)   |                                 |
| 1970 | Eliane Fialho Thompson                 | Guanabara           | Semifinalista (Top 15)         |                                 |
| 1969 | Vera Lúcia Fischer                     | Santa Catarina      | Semifinalista (Top 15)         |                                 |
| 1968 | Martha Maria Cordeiro Vasconcellos     | Bahía               | Miss Universo 1968             |                                 |
| 1967 | Carmen Sílvia Ramasco                  | São Paulo           | Semifinalista (Top 15)         | Mejor Traje Típico              |
| 1966 | Ana Cristina Ridzi                     | Guanabara           | No clasificó                   |                                 |
| 1965 | Maria Raquel de Andrade                | Guanabara           | Semifinalista (Top 15)         |                                 |
| 1964 | Ângela Teresa Reis Vasconcelos         | Paraná              | Semifinalista (Top 15)         |                                 |
| 1963 | Iêda Maria Brutto Vargas               | Rio Grande do Sul   | Miss Universo 1963             |                                 |
| 1962 | Maria Olívia Rebouças Cavalcanti       | Bahía               | 5.º lugar (Cuarta finalista)   |                                 |
| 1961 | Staël Maria da Rocha Abelha            | Minas Gerais        | No clasificó                   |                                 |
| 1960 | Jean Gina MacPherson                   | Guanabara           | Semifinalista (Top 15)         |                                 |
| 1959 | Vera Regina Ribeiro                    | Guanabara           | 5.º lugar (Cuarta finalista)   |                                 |
| 1958 | Adalgisa Colombo Teruskin              | Guanabara           | 2.º lugar (Primera finalista)  |                                 |
| 1957 | Terezinha Gonçalves Morango            | Amazonas            | 2.º lugar (Primera finalista)  |                                 |
| 1956 | Maria José Cardoso                     | Rio Grande do Sul   | Semifinalista (Top 15)         |                                 |
| 1955 | Emília Barreto Corrêia Lima            | Ceará               | Semifinalista (Top 15)         |                                 |
| 1954 | Martha Maria Hacker Rocha              | Bahía               | 2.º lugar (Primera finalista)  |                                 |

1. ↑  Joseane Oliveira, de Rio Grande do Sul, fue la ganadora del 2002 y compitió en Miss Universo, luego fue destronada de su corona como Miss Brasil pues se averiguó que estaba casada.